# گنج (فیلم ۱۳۸۱)
گنج فیلمی به کارگردانی و نویسندگی محسن قصابیان ساختهٔ سال ۱۳۸۱ است.

## خلاصه داستان
سه جوان برای پیدا کردن زیر خاکی راهی بیابان می‌شوند. خرابی اتومبیل، بی آبی و آشنایی با پیرمردی به نام ارسلان راه جدیدی را پیش روی آنها می‌گشاید تا اینکه…

## بازیگران
- انوشیروان ارجمند
- امیر آقامیرزاده
- مسعود حقی
- نصرت دستمزدی
- ناهید مسلمی
- علی میلانی